# Yemrehanna Krestos (empereur)
Pour les articles homonymes, voir Yemrehanna Krestos.
Yemrehanna Krestos fut un empereur éthiopien de la dynastie Zagoué, qui aurait régné de 1132 à environ 1172. Il est resté célèbre pour avoir fondé l'église qui porte son nom.

## Hypothèses
Selon Taddesse Tamrat, Yemrehanna Krestos était le fils de Germa Seyum et le frère de Tatadim, mais le savant italien Carlo Conti-Rossini a publié en 1902 un document dans lequel Yemrehana Krestos est présenté comme le successeur de Na'akueto La'ab, et le prédécesseur de Yetbarak. Enfin plus récemment une étude le présente bien comme le fils de  Germa Seyum et le successeur de son oncle Tatadim.
Selon un manuscrit consulté à Aksoum par Páez Pedro et Manuel de Almeida (où il est appelé « imrah »), il aurait régné pendant 40 ans, ce qui est douteux.